# 中元日芽香
中元日芽香（日语：／ Nakamoto Himeka */?，1996年4月13日—）是日本心理治療師，為女子偶像團體乃木坂46前成員，廣島縣廣島市出身。妹妹是BABYMETAL的主唱中元鈴香。

## 經歷
1996年4月13日，中元出生於廣島縣，由父母取名為「日芽香」，日代表溫暖的太陽、芽是櫻花散落後的新芽、香是櫻花被吹散時的香氣。
中元在小學1年級時開始學習跳舞。小學4年級時的秋天，在母親的建議下，以16期生的身份加入廣島演藝學校C班，每天重覆上發聲課程、舞蹈課程各90分鐘和個人發聲課程30分鐘。可是，當時中元的夢想卻是成為女子播報員，在廣島演藝學校上課也只是單純喜歡唱歌跳舞，本來最終是希望升讀大學。
中學一年級時，中元為了準備考試，打算從廣島演藝學校退學，但是被講師挽留，以偶像組合SPL∞ASH成員身份展開活動。在中學時期擔任播報部部長，曾經參加中學校文化聯盟和NHK杯全國中學播報大賽。中學3年級時，她希望憑唱歌和跳舞讓大家打起精神，自己選擇，報名參加乃木坂46一期生的徵選。
2011年8月21日，通過最終審查正式成為乃木坂46創團成員，徵選時唱的曲目是AKB48的《想見你》。8月25日，宣布從SPL∞ASH畢業。11月14日，開通了個人的乃木坂46官方博客。
2012年2月22日，以乃木坂46的第一張單曲《窗簾圍繞》的收錄曲《左胸的勇氣》和《不想失去》，正式在樂壇出道。3月，從中學畢業後，與母親、妹妹一同前往東京，並且在4月升讀東京都的高中。
2013年11月27日，中元在乃木坂46的第7張單曲《髮夾》中初次成為選拔成員。在這之前的兩年間，一直未能成為選拔成員，維持學業和演藝活動的同時，還打算準備參加大學入學考試，可是回想起自己來到東京是因為喜歡唱歌跳舞後，便放棄升讀大學，專注於演藝活動。
2015年3月，從高中畢業。3月18日，她在乃木坂46第11張單曲《生命如此美好》的Under曲《也許你沒有遇上我會更好吧》中首次擔任Center。4月，她在NHK廣播第1頻率節目《電台啊！星期日》開始出任固定班底。6月，在舞台劇《女子落語》中飾演防波亭手寅。12月，她在「2016年cocoloni運氣排行榜」中獲選為2016年大躍進偶像的第一位。
2016年4月26日，中元登上漫畫雜誌《少年Champion》的封面，這是她首次的單獨封面。6月6日，時隔兩年半，於乃木坂46第15張單曲《赤腳Summer》再次成為選拔成員。
2017年1月18日，中元在個人部落格上宣布因身體狀態不佳，暫停即將發行的乃木坂46第17張單曲宣傳期間的所有演藝活動，後於4月1日回歸活動。8月6日，中元於《電台啊！星期日》中宣布因健康因素將從乃木坂46畢業。隔日，在個人部落格中宣布畢業後將退出演藝圈。11月7日、8日於東京巨蛋舉辦的「乃木坂46 盛夏的全國巡演2017 FINAL! IN TOKYO DOME」，為中元以乃木坂46成員身分最後一次參與的演唱會。11月19日，在雙親的陪同下參加NHK廣播節目《電台啊！星期日》的最後一次演出，結束時由擔任主持的搞笑團體東方收音機送上花束。節目以中元發表6年來參與節目演出的感想做為結尾。12月16日，由搞笑團體香蕉人主持的TBS廣播節目「香蕉人的Banana Moon GOLD」播出她事先預錄的內容（節目本身為現場直播），此為她以乃木坂46成員參與的最後媒體演出。12月22日，最後一次更新部落格。
2018年1月10日發行的Under專輯《我專屬的你～Under Super Best～》，其中包含了中元的獨唱曲《關於自己》（自分のこと）。1月31日，中元位於乃木坂46內的部落格正式關閉。11月20日，開設個人官方網站，並宣布今後以心理諮詢為職業，網站上同時公開了中元目前就讀早稻田大學以及日本心理諮商推進協會認可心理治療師的資訊。12月，開設心理諮商沙龍。「望日香」（モニカ）是中元愛犬的名字。中元還參加了早稻田大學的函授課程。
2019年8月24日，在甲子園大學舉行第一次高中生演講活動，大約有100名聽眾到場，談到了自己的經歷以及是如何決定成為一名心理治療師。
2020年8月22日，原定舉行的演講因故取消。
2021年6月22日，發行首本自傳《謝謝，我自己～從乃木坂46畢業後，到成為心理治療師～》（ありがとう、わたし～乃木坂４６を卒業して、心理カウンセラーになるまで～）。6月24日播出的《中元日芽香的「Na」》（中元日芽香の「な」），是她首次單獨擔任廣播節目的主持人。7月8日發行的朝日新聞早報的欄上刊載了有關中元的報導。
2023年3月26日，從早稻田大學畢業。12月7日，發行第二本個人著作《無論什麼都會傾聽。中元日芽香的煩惱諮詢室》（なんでも聴くよ。 中元日芽香のお悩みカウンセリングルーム）。
2024年2月28日，在個人部落格上宣佈結婚，對象是和她同年的上班族。
2025年7月4日，宣布懷孕。

## 人物
暱稱是Himetan（ひめたん），齊藤優里和樋口日奈亦稱其為Mēchan（めーちゃん）。她的自我介紹詞是「乃木坂最愛撒嬌，怕寂寞的Himetan，我是中元日芽香」，實際上有時也會夾雜呃嘿嘿的笑聲。
她有一姊和一妹，妹妹是BABYMETAL的中元鈴香。由於中元的姊姊成績優秀，妹妹又擅長唱歌，所以一度感到自己不上不下。
她亦憧憬雙馬尾的偶像，自己也曾經以雙馬尾為賣點，在與生田繪梨花對談後，不禁產生疑問，最終在2015年8月5日宣佈不再紮雙馬尾。

### 嗜好
中元愛吃和菓子、御好燒、蛋包飯、布甸。討厭的食物是海產和青椒，連章魚燒也要去掉章魚才吃。喜愛的偶像是AKB48和桃色幸運草Z。喜歡的藝人是GReeeeN。尊敬的藝人是Perfume。喜愛的異性類型是可以公主抱抱起自己和不在乎外表和體型的人。讀過的書是恩田陸的《夜間遠足》、加藤Shigeaki《粉紅與灰》和朝井Ryō的《武道館》。

### 興趣
中元的興趣是吃布丁、收聽電台節目、以及收集絲帶。
她喜愛收聽聲優的電台節目，尤其是《田村由加里的惡作劇黑兔》和《A&G 超RADIO SHOW～AniSuper!～》，將來希望從事聲優、旁声優、旁白或巴士導遊等以發聲為主的工作。
她也喜愛毛茸茸的絲帶和粉紅色的女僕裝般的洋服，喜歡的品牌是LIZ LISA和LODISPOTTO。由於她經常穿短裙或連身裙，沒有太多褲子。

### 特長
中元擅長唱歌、跳舞。招牌特技是「Himetan激光」（ひめたんびーむ）。
由於其具力量的歌喉，她也是乃木團的主唱。將來的夢想是在廣島縣舉行演唱會。
跳舞方面，中元在乃木坂46中也是實力派，由於其舞蹈的特徵，與周遭顯得不太統一，因此經常被安排站在中心部份，Under成員（非選拔成員）時便時常站在第二排。她曾經也為了是否配合他人而煩惱，因為配合他人也就等於否定自己在廣島演藝學校所學的東西，最終得出自己與別不同，反而顯得有美感的結論，後來認為自己以前既無實力，也有大量課題需要處理。自乃木坂46第7張單曲《髮夾》成為選拔成員後，她發現成員的歌唱舞蹈能力也很高，所以還需要很多以外的東西。
Himetan激光發動前，先說要來囉（いきますよ〜），然後雙手在雙眼旁比出勝利手勢，顏文字版本則是「(<・ω・>)」，此外也有聖誕節版本。根據中元的說法，Himetan激光只會對心胸廣闊的人有效，射程距離的極限是個別握手會中雙方交談的距離。對鏡子發動的話，鏡子會裂開，自己也會即時死亡。而且，只有在別人要求下才會發動，不能主動發動。
中元希望學習的是唱歌、英語、書法、跳舞、籃球和鋼琴。其中，由於無法用雙手彈鋼琴而放棄。持有語彙、閱讀理解力檢定準2級。

### 乃木坂46
中元是乃木坂46的檢定八福神、乃木團主唱和乃木坂讀書選拔。
中元既是檢定八福神，也在乃木坂46頭腦王決定戰中，成員31人排第4位，擅長的學科是國語（日本語）和社會。
她和井上小百合、伊藤萬理華並稱為溫泉三人組或熱湯煙霧三姊妹、和伊藤萬理華並稱中伊小姐（なかいさん）、與齋藤飛鳥並稱「格差社會二人組」、與渡邊米麗愛並稱垂簾姊妹（すだれ姉妹）。
乃木坂46遠行時，中元經常與生田繪梨花同房，因此只對生田談及自己將來的夢想。按中元的說法，她與生田的關係就像《勇者鬥惡龍IV 被引導的人們》的阿莉娜和克里夫特。
她喜歡的乃木坂46排舞是《那一天 我隨口說了一個謊言》。

## 音樂作品
- 標註「★」符號表示該首歌曲有拍攝MV。

### 單曲
乃木坂46
|      | 發行日期       | 單曲名稱           | 參與歌曲名稱              | MV | 備註                       |
| ---- | -------------- | ------------------ | ------------------------- | -- | -------------------------- |
| 01st | 2012年02月22日 | 窗簾圍繞           | 左胸的勇氣                | ★  | 出道作品                   |
| 01st | 2012年02月22日 | 窗簾圍繞           | 不想失去                  | ★  |                            |
| 01st | 2012年02月22日 | 窗簾圍繞           | 乃木坂之詩                | ★  |                            |
| 02nd | 2012年05月02日 | 來吧Shampoo！      | 對狼吹口哨                | ★  |                            |
| 03rd | 2012年08月22日 | 奔馳吧！Bicycle    | 眼淚仍然悲傷的時候        | ★  |                            |
| 03rd | 2012年08月22日 | 奔馳吧！Bicycle    | 海流的島啊                |    |                            |
| 04th | 2012年12月19日 | 制服模特兒         | 春天的旋律                | ★  |                            |
| 05th | 2013年03月13日 | 你就是希望         | 13日的星期五              | ★  |                            |
| 06th | 2013年07月03日 | Girls' Rule        | 風扇                      | ★  |                            |
| 06th | 2013年07月03日 | Girls' Rule        | 人們的樂器                |    |                            |
| 07th | 2013年11月27日 | 髮夾               | 髮夾                      | ★  | 選拔                       |
| 07th | 2013年11月27日 | 髮夾               | 月亮的大小                | ★  |                            |
| 07th | 2013年11月27日 | 髮夾               | 如此的笨蛋・・・          | ★  |                            |
| 08th | 2014年04月02日 | 察覺時已是單戀     | 當出生時                  | ★  |                            |
| 09th | 2014年07月09日 | 夏天的Free&Easy    | 在這裡的理由              | ★  |                            |
| 10th | 2014年10月08日 | 第幾次的藍天？     | 那一天 我隨口說了一個謊言 | ★  |                            |
| 10th | 2014年10月08日 | 第幾次的藍天？     | 我起來                    | ★  |                            |
| 11th | 2015年03月18日 | 生命如此美好       | 也許你沒有遇上我會更好吧  | ★  | Center                     |
| 12th | 2015年07月22日 | 太陽敲敲門         | 離別時，更喜歡你          | ★  |                            |
| 13th | 2015年10月28日 | 此刻，想說話的對象 | 嫉妒的權利                | ★  | 與堀未央奈共同擔任Center   |
| 13th | 2015年10月28日 | 此刻，想說話的對象 | 成為大人的捷徑            | ★  | 五星組                     |
| 14th | 2016年03月23日 | 當春紫苑盛開時     | 不等號                    | ★  | Center                     |
| 15th | 2016年07月27日 | 赤腳Summer         | 赤腳Summer                | ★  | 選拔                       |
| 15th | 2016年07月27日 | 赤腳Summer         | 專屬光芒                  |    |                            |
| 16th | 2016年11月09日 | 再見的意義         | 再見的意義                | ★  | 選拔                       |
| 16th | 2016年11月09日 | 再見的意義         | 孤獨的藍天                |    |                            |
| 16th | 2016年11月09日 | 再見的意義         | 無法獻給你的花            | ★  |                            |
| 18th | 2017年08月09日 | 蜃景               | Under                     | ★  | 與北野日奈子共同擔任Center |

### 專輯
乃木坂46
|           | 發行日期       | 專輯名稱                       | 參與歌曲名稱           | 備註           |
| --------- | -------------- | ------------------------------ | ---------------------- | -------------- |
| 01st      | 2015年01月07日 | 透明色                         | 自由的彼方             |                |
| 02nd      | 2016年05月25日 | 屬於我們的位子                 | 欲望重生               |                |
| 02nd      | 2016年05月25日 | 屬於我們的位子                 | 失戀的話，就洗把臉吧！ | 與能條愛未合唱 |
| 03rd      | 2017年05月24日 | 最初的夢想                     | 為我扇風               |                |
| 03rd      | 2017年05月24日 | 最初的夢想                     | 指定溫度               |                |
| 03rd      | 2017年05月24日 | 最初的夢想                     | 對不起，果汁奶昔       |                |
| Under專輯 | 2018年01月10日 | 我專屬的你～Under Super Best～ | 關於自己               | 獨唱曲         |

## 演出

### 電視劇
- 初森BEMARS（2015年7月11日－9月26日，東京電視台）：飾演 芹澤日芽香（芹沢ヒメカ）[104]
- 步向大人的警鐘（日语：オトナヘノベル） （2016年3月3日，NHK教育頻道）：主演 Miharu[105]

### 電視節目
- MasakameTV（日语：マサカメTV）（2015年4月18日、11月14日，NHK綜合頻道）[106]
- 鯉魚花劇場（2015年7月8日、2017年4月27日，廣島HOME電視台）[107]
- TSS報道特別番組『わしらの声は、届くかのぉ〜被爆者75歳 NYへ行く〜』（2017年8月6日，新廣島電視台）- 旁白[108]

### 電台節目
- 電台啊！星期日（日语：らじらー!）（2015年4月5日－2017年11月19日，NHK廣播第1頻率）- 副MC[109][110]
- ひろしまコイらじ（2021年3月29日－，NHK廣島 廣播第1頻率）- 星期一「教えて!コイかる」單元常規出演[111]
- 中元日芽香的「Na」（2021年6月24日，文化放送／2021年10月4日－，Podcast QR）- 主持人[57][112]
- ナニモノ!（2022年10月6日，文化放送）- 週替主持人[113]

### 網絡節目
- SonyReco！消磨時間TV（日语：ソニレコ! 暇つぶしTV）（2015年11月－2016年3月25日，Sony Music Records）- MC[114]

### 舞台劇
- 女子落語（2015年6月22日、25日－28日，東京AiiA劇場（日语：アイアシアタートーキョー））：飾演 防波亭手寅[115]

### 活動
- 若者ビジネスコンテスト2016 Business Creation! Hiroshima（2016年－2017年，廣島縣）- 特別支援者[116][117]

### 音樂錄影帶
- Mebius「8月の空」（2011年11月23日，廣島演藝學校）

## 書籍
- 謝謝，我自己～從乃木坂46畢業後，到成為心理諮商師～（2021年6月22日，文藝春秋）[118]
- 無論什麼都會傾聽。中元日芽香的煩惱諮詢室（2023年12月7日，文藝春秋）[119]

### 寫真集
- 季刊 乃木坂 vol.1 早春（2014年3月5日，東京新聞通信社）[10]

### 雜誌連載
- Top Yell（2015年8月6日－2017年12月6日，竹書房）- 目標完美偶像 中元日芽香的挑戰!![120]
- an・an（日语：an・an） （2022年4月6日－，Magazine House）- Femcare File[121]

### 網絡連載
- 中元日芽香(元乃木坂46)的自我心理健康护理的建议（2025年5月4日－，集英社網路媒體「yoi」）[122]

## 外部連結
- 中元日芽香官方網站（日語）
- 乃木坂46合同會社個人介紹頁 （页面存档备份，存于）（日語）
- 中元日芽香的Instagram帳戶（2022年10月3日－）（日語）
- 中元日芽香 官方部落格 （页面存档备份，存于）（2018年11月20日－2024年4月9日）（日語）
- 中元日芽香的note（2024年4月8日－）（日語）

乃木坂46時期
- 乃木坂46個人介紹頁（2011年8月21日－2018年1月31日）（日語）
- 乃木坂46 中元日芽香 官方部落格（2011年11月14日－2018年1月31日）（日語）
- 中元日芽香 官方755（日語）